# Karel de Moor
Karel de Moor (1655 — 1738) foi um aquafortista e pintor holandês.

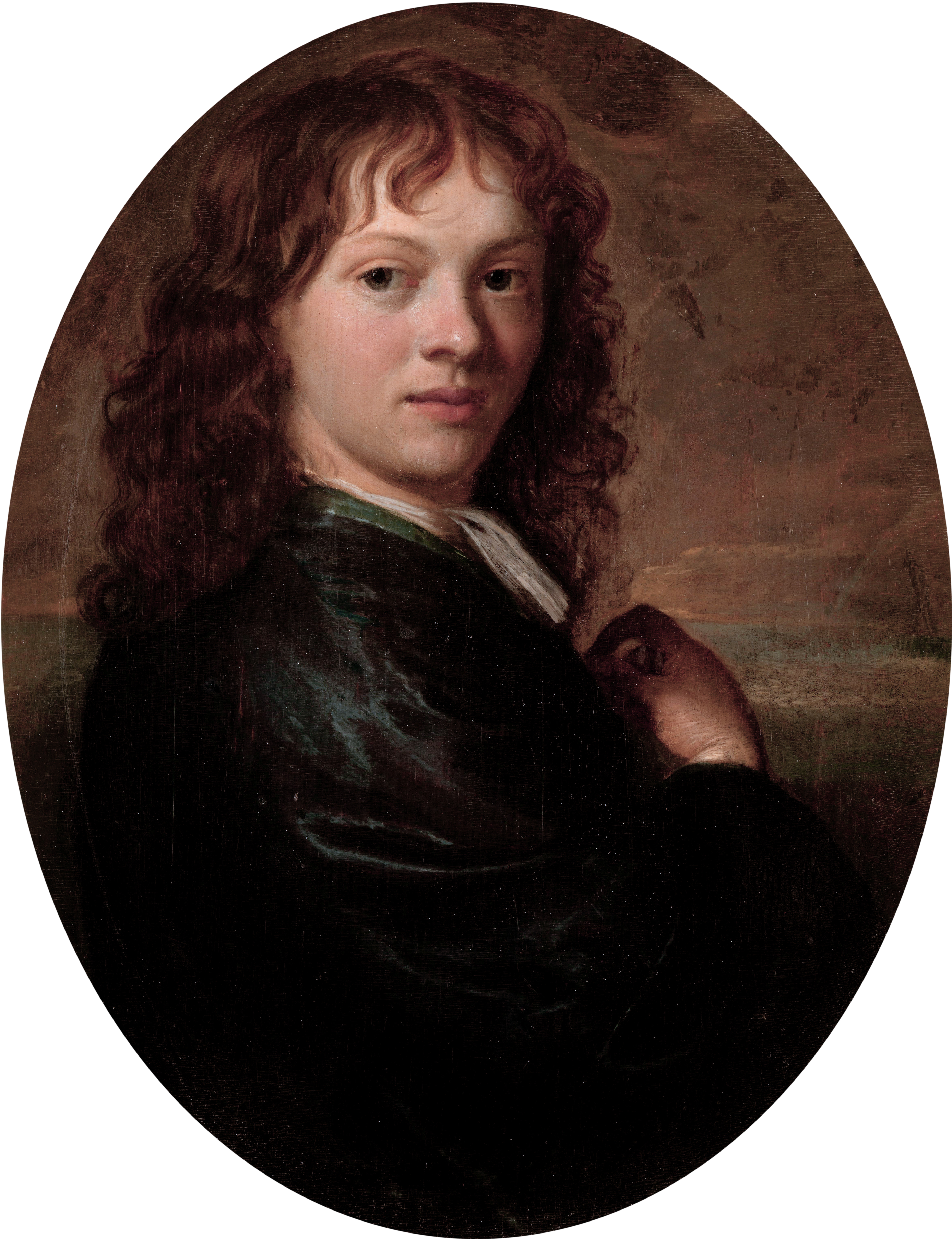
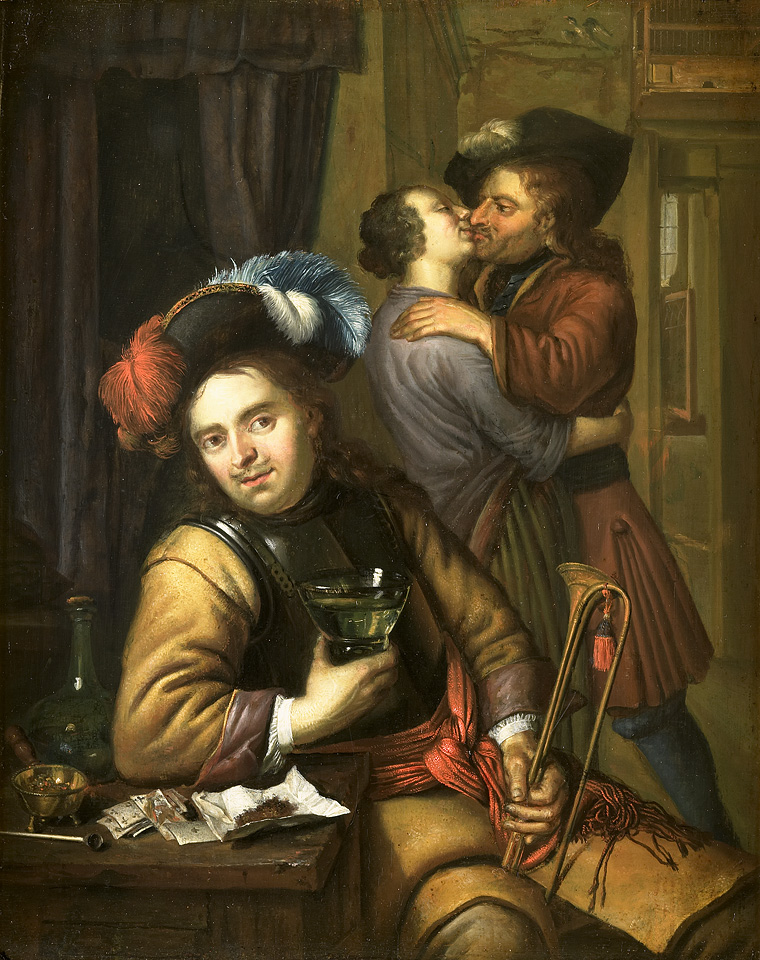
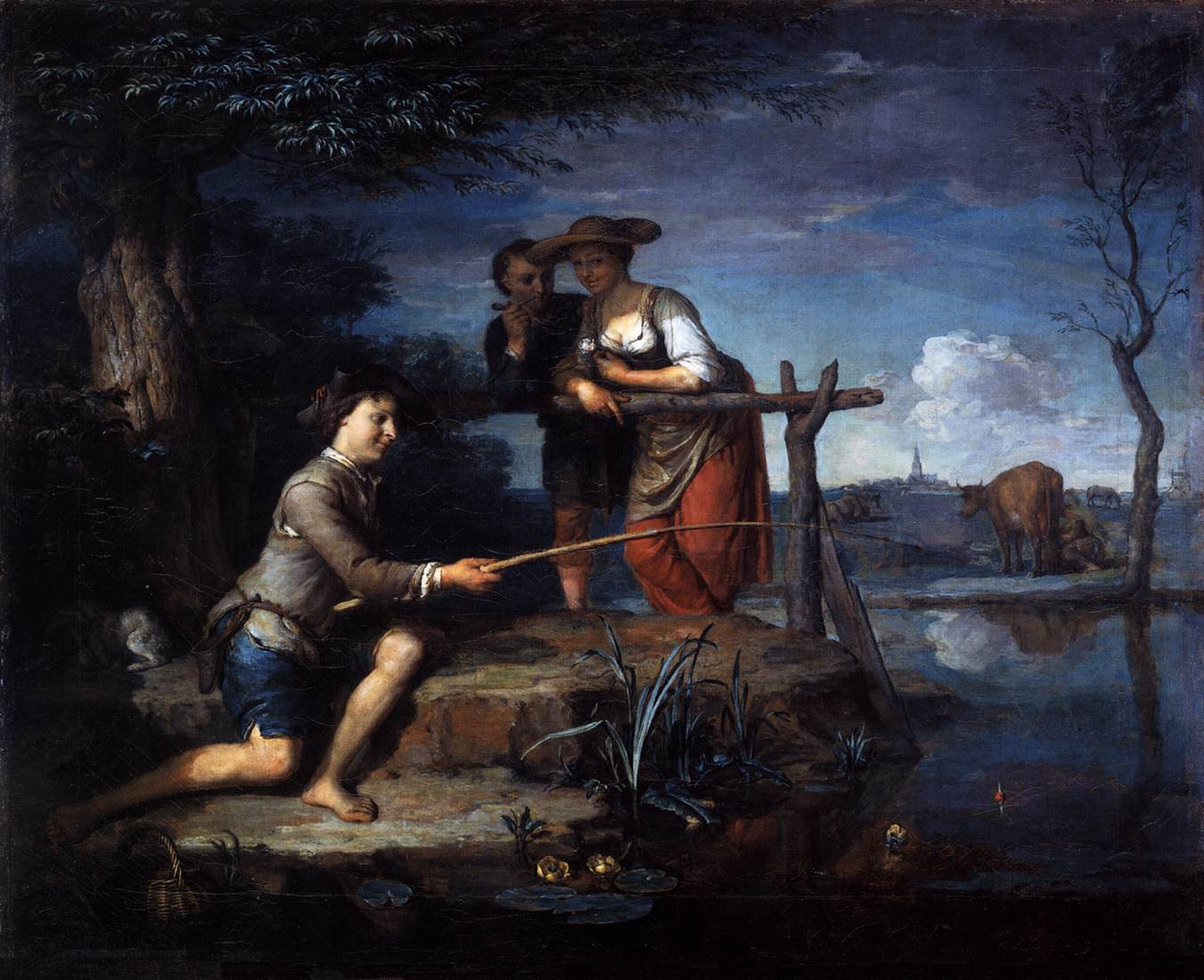
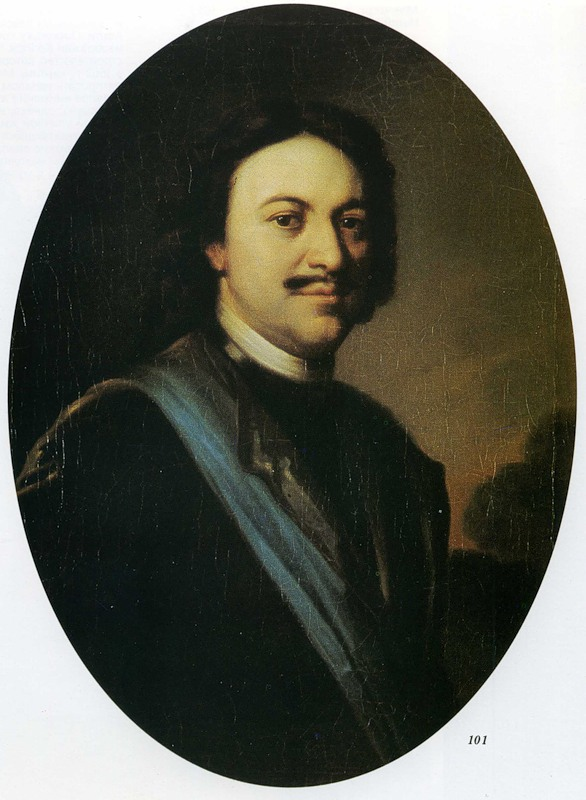
Pedro I da Rússia